# Chenevrey-et-Morogne
Chenevrey-et-Morogne és un municipi francès situat al departament de l'Alt Saona i a la regió de Borgonya - Franc Comtat. L'any 2007 tenia 248 habitants.

## Demografia

### Població
El 2007 la població de fet de Chenevrey-et-Morogne era de 248 persones. Hi havia 109 famílies, de les quals 35 eren unipersonals (16 homes vivint sols i 19 dones vivint soles), 27 parelles sense fills, 35 parelles amb fills i 12 famílies monoparentals amb fills.
La població ha evolucionat segons el següent gràfic:
Habitants censats

### Habitatges
El 2007 hi havia 125 habitatges, 108 eren l'habitatge principal de la família, 9 eren segones residències i 8 estaven desocupats. 103 eren cases i 21 eren apartaments. Dels 108 habitatges principals, 80 estaven ocupats pels seus propietaris, 25 estaven llogats i ocupats pels llogaters i 2 estaven cedits a títol gratuït; 5 tenien dues cambres, 11 en tenien tres, 37 en tenien quatre i 55 en tenien cinc o més. 91 habitatges disposaven pel capbaix d'una plaça de pàrquing. A 43 habitatges hi havia un automòbil i a 56 n'hi havia dos o més.

### Piràmide de població
La piràmide de població per edats i sexe el 2009 era:
| Homes | Edats   | Dones |
| ----- | ------- | ----- |
| 0     | 95 o +  | 0     |
| 0     | 90 a 94 | 0     |
| 0     | 85 a 89 | 0     |
| 4     | 80 a 84 | 0     |
| 8     | 75 a 79 | 4     |
| 0     | 70 a 74 | 12    |
| 8     | 65 a 69 | 4     |
| 4     | 60 a 64 | 4     |
| 0     | 55 a 59 | 4     |
| 20    | 50 a 54 | 4     |
| 4     | 45 a 49 | 0     |
| 4     | 40 a 44 | 8     |
| 8     | 35 a 39 | 12    |
| 4     | 30 a 34 | 4     |
| 0     | 25 a 29 | 4     |
| 0     | 20 a 24 | 0     |
| 16    | 15 a 19 | 0     |
| 8     | 10 a 14 | 0     |
| 8     | 5 a 9   | 16    |
| 4     | 0 a 4   | 8     |

## Economia
El 2007 la població en edat de treballar era de 159 persones, 121 eren actives i 38 eren inactives. De les 121 persones actives 117 estaven ocupades (66 homes i 51 dones) i 4 estaven aturades (1 home i 3 dones). De les 38 persones inactives 22 estaven jubilades, 9 estaven estudiant i 7 estaven classificades com a «altres inactius».

### Ingressos
El 2009 a Chenevrey-et-Morogne hi havia 108 unitats fiscals que integraven 257,5 persones, la mediana anual d'ingressos fiscals per persona era de 17.521 €.

### Activitats econòmiques
Dels 6 establiments que hi havia el 2007, 1 era d'una empresa alimentària, 2 d'empreses de construcció, 1 d'una empresa de comerç i reparació d'automòbils, 1 d'una empresa de serveis i 1 d'una empresa classificada com a «altres activitats de serveis».
L'únic servei als particulars que hi havia el 2009 era una fusteria.
L'únic establiment comercial que hi havia el 2009 era una fleca.
L'any 2000 a Chenevrey-et-Morogne hi havia 10 explotacions agrícoles que ocupaven un total de 637 hectàrees.

## Poblacions més properes
El següent diagrama mostra les poblacions més properes.